# 謙州
謙州，一作謙謙州，元代州名。元世祖初年置。因謙河（今葉尼塞河上游的小葉尼塞河）而得名。元仁宗以後屬嶺北行省。其地在唐麓嶺（今唐努山）以北，謙河西南。東接益蘭州，西北與吉利吉思部為鄰。主要區域在今俄羅斯圖瓦共和國境內。元初有數千戶人口，主要居民是葉尼塞吉爾吉斯人、蒙古人、畏兀兒人。至元初年，劉好禮為吉利吉思、昂可剌、撼合納、謙州、益蘭州等五部斷事官，曾遷內地漢人工匠移居謙州、益蘭州。